# Vitamin D
«Vitamin D» (рус. Витамин D) — шестой эпизод первого сезона американского музыкального телесериала «Хор», показанный в эфире телеканала Fox 7 октября 2009 года. Режиссёром серии стал Элоди Кини, а сценаристом — Райан Мёрфи. По сюжету руководитель Хора Уилл Шустер решает устроить соревнование между мужской и женской половиной хористов, а тем временем его жена получает работу школьной медсестры, чтобы следить за Уиллом. В эпизоде были исполнены композиции, выпущенные впоследствии парами в качестве синглов: «It’s My Life» Bon Jovi и «Confessions Part II» Ашера; «Halo» Бейонсе и «Walking on Sunshine» группы Katrina and the Waves.

## Сюжет
Посчитав, что участники хора относятся к репетициям слишком лояльно, Уилл Шустер (Мэтью Моррисон) решает устроить соревнование, поделив коллектив на мужскую и женскую команды. Тем временем на тренировке черлидеров тренер команды Сью Сильвестр (Джейн Линч) замечает, что Куинн Фабре (Дианна Агрон) исполнила поддержу не очень чисто. Она обвиняет её, что та слишком много времени посвящает хору, и решает предпринять попытку закрыть коллектив и саботировать личную жизнь Уилла. Она рассказывает его жене, Терри Шустер (Джессалин Гилсиг), о том, что у Уилла развивается роман со школьным консультантом Эммой Пиллсберри (Джейма Мейс). Будучи преисполненной решимости удержать мужа, Терри устраивается на работу школьной медсестрой, несмотря на отсутствие соответствующей квалификации. Она поощряет тренера Кена Танака (Патрик Галлахер) сделать Эмме предложение, и Эмма, решив, что с Уиллом у неё нет шансов, соглашается. Терри по-прежнему скрывает от Уилла тот факт, что не беременна, а Куинн решает после родов отдать своего ребенка Терри.
Участник хора Финн Хадсон (Кори Монтейт) засыпает на учебных занятиях и Терри даёт ему таблеток псевдоэфедрина, которые Финн раздаёт другим членам мужской команды хора. Команда феерично исполняет попурри композиций «It’s My Life» и «Confessions Part II». Когда Курт Хаммел (Крис Колфер) рассказывает девушкам секрет энергичности парней, те просят Терри дать таблеток и им. Они исполняют песни «Halo» и «Walking On Sunshine». Однако Финн и Рейчел (Лиа Мишель) чувствуют себя виноватыми в мошенничестве и просят Шустера аннулировать результаты конкурса. Когда директор Фиггинс (Икбал Теба) узнаёт, что произошло, он увольняет Терри и назначает Сью соруководителем хора.

## Реакция
Серию посмотрели 7,8 млн американских телезрителей, и процентный рейтинг просмотров эпизода составил 3.2/8 в возрастной категории от 18 до 49 лет. В Канаде эпизод занял 18 место в рейтинге недельной сетки вещания с 1,61 млн просмотров. В Великобритании шоу посмотрели 2.008 млн зрителей, что сделало его самым рейтинговым эпизодом телеканалов E4 и E4 +1 за неделю вещания, а также самым популярным шоу на кабельных телеканалах и на тот момент максимальным по числу просмотров.
Эпизод был номинирован на премию PRISM Awards в 2010 году в категории «Лучший эпизод комедийного сериала». Критиками была положительно оценена игра Мэтью Моррисона, Джейн Линч и Джеймы Мейс, а также постановка музыкальных номеров и режиссёрская идея показать две команды хористов. Несмотря на в целом положительные отзывы, Али Семигран из MTV and Мэнди Берли из Entertainment Weekly отметили, что в этот раз драматическая сюжетная линия доминировала над музыкальными выступлениями персонажей.